# حاجي أباد (فارسان)
حاجي أباد (بالفارسية: حاجی‌آباد) هي قرية تقع في قسم ميزدج عليا الريفي في إيران. يقدر عدد سكانها بـ 82 نسمة .